# Huracán Andrew
El huracán Andrew fue un ciclón tropical que azotó las Bahamas y Estados Unidos en agosto de 1992. Es el huracán más destructivo que haya golpeado Florida en términos de estructuras dañadas o destruidas, y siguió siendo el más costoso en términos financieros hasta que el huracán Irma lo superó 25 años después. Andrew también fue el huracán más fuerte que tocó tierra en los Estados Unidos en décadas y el huracán más costoso en cualquier parte del país, hasta que fue superado por el huracán Katrina en 2005.
Andrew es uno de los cuatro ciclones tropicales que tocaron tierra en los Estados Unidos continentales como un huracán de categoría 5, junto con el huracán del Día del Trabajo de 1935, Camille de 1969 y Michael de 2018. Si bien la tormenta también causó daños importantes en las Bahamas y Luisiana, el mayor impacto se sintió en el sur de Florida, donde la tormenta tocó tierra como un huracán de categoría 5, con vientos sostenidos de 1 minuto de hasta 266 km/h y ráfagas de hasta 280 km/h.
El huracán, que pasó directamente por las ciudades de Cutler Bay y Homestead en el condado de Dade (ahora conocido como el condado de Miami-Dade), despojó a muchas casas de todo excepto de sus cimientos de hormigón y causó daños catastróficos. En total, Andrew destruyó más de 63.500 casas, dañó más de 124.000, causó daños por valor de 27.300 millones de dólares (equivalentes a 61.000 millones de dólares en 2024) y dejó 65 muertos.
Andrew comenzó como una depresión tropical sobre el Océano Atlántico oriental el 16 de agosto. Después de pasar una semana sin fortalecerse significativamente en el Atlántico central, la tormenta se intensificó rápidamente hasta convertirse en un poderoso huracán de categoría 5 mientras se movía hacia el oeste en dirección a las Bahamas el 23 de agosto. Aunque Andrew se debilitó brevemente a la categoría 4 mientras atravesaba las Bahamas, recuperó la intensidad de la categoría 5 antes de tocar tierra en Florida en Elliott Key y luego Homestead el 24 de agosto. Con una presión barométrica de 922 hPa (27,23 inHg) en el momento de tocar tierra en Florida, Andrew es el sexto huracán más intenso que golpea a los Estados Unidos. Varias horas después, el huracán emergió sobre el Golfo de México con fuerza de categoría 4, con la Costa del golfo de Estados Unidos en su peligrosa trayectoria. Después de girar hacia el noroeste y debilitarse aún más, Andrew tocó tierra cerca de Morgan City (Luisiana) como una tormenta de categoría 3 de gama baja. El pequeño huracán se curvó hacia el noreste después de tocar tierra y perdió rápidamente su intensidad, volviéndose extratropical el 28 de agosto y fusionándose con los restos del huracán Lester y un sistema frontal sobre el sur de los Apalaches el 29 de agosto.
Andrew causó daños estructurales a medida que avanzaba por las Bahamas, especialmente en Cayos Cat, azotando las islas con marejadas ciclónicas, vientos huracanados y tornados. Alrededor de 800 casas fueron destruidas en el archipiélago y hubo daños sustanciales en los sectores del transporte, el agua, el saneamiento, la agricultura y la pesca. Andrew dejó cuatro muertos y 250 millones de dólares en daños en las Bahamas. En partes del sur de Florida, Andrew produjo vientos severos; se observó una ráfaga de viento de 177 mph (285 km/h) en una casa en Perrine. Las ciudades de Florida City, Homestead, Cutler Bay y partes de Kendall recibieron la peor parte de Andrew. Hasta 1,4 millones de personas se quedaron sin electricidad en el punto álgido de la tormenta, algunas durante más de un mes. En los Everglades, se derribaron 280 km2 de árboles, mientras que las pitones birmanas invasoras comenzaron a habitar la región después de que se destruyera una instalación cercana que las albergaba. Aunque Andrew se movía rápido, las precipitaciones en Florida fueron importantes en algunas zonas (menos en otras); la precipitación máxima alcanzó los 355 mm en el oeste del condado de Dade. Andrew fue considerado un "huracán seco" por varios medios de comunicación. En Florida, Andrew mató a 44 personas y dejó un récord de 25 mil millones de dólares en daños.
Antes de tocar tierra en Luisiana el 26 de agosto, Andrew causó grandes daños a las plataformas petroleras en el Golfo de México, lo que provocó pérdidas de 500 millones de dólares para las compañías petroleras. Produjo vientos huracanados a lo largo de su camino por Luisiana, dañando grandes tramos de líneas eléctricas que dejaron a unas 230.000 personas sin electricidad. Más del 80% de los árboles de la cuenca del río Atchafalaya fueron derribados y la agricultura allí fue devastada. En toda la cuenca y Bayou Lafourche, 187 millones de peces de agua dulce murieron en el huracán. Con 23.000 casas dañadas, otras 985 destruidas y 1.951 casas móviles demolidas, las pérdidas de propiedad en Luisiana superaron los 1.500 millones de dólares. El huracán causó la muerte de 17 personas en el estado, 6 de las cuales se ahogaron en alta mar. Andrew generó al menos 28 tornados a lo largo de la Costa del Golfo, especialmente en Alabama, Georgia y Mississippi. En total, Andrew dejó 65 muertos y causó 27.300 millones de dólares en daños. Andrew es actualmente el noveno huracán más costoso del Atlántico que ha azotado a Estados Unidos. También es el tercer huracán más fuerte que ha azotado el territorio continental de Estados Unidos en cuanto a velocidad del viento (266 km/h).

## Historial meteorológico

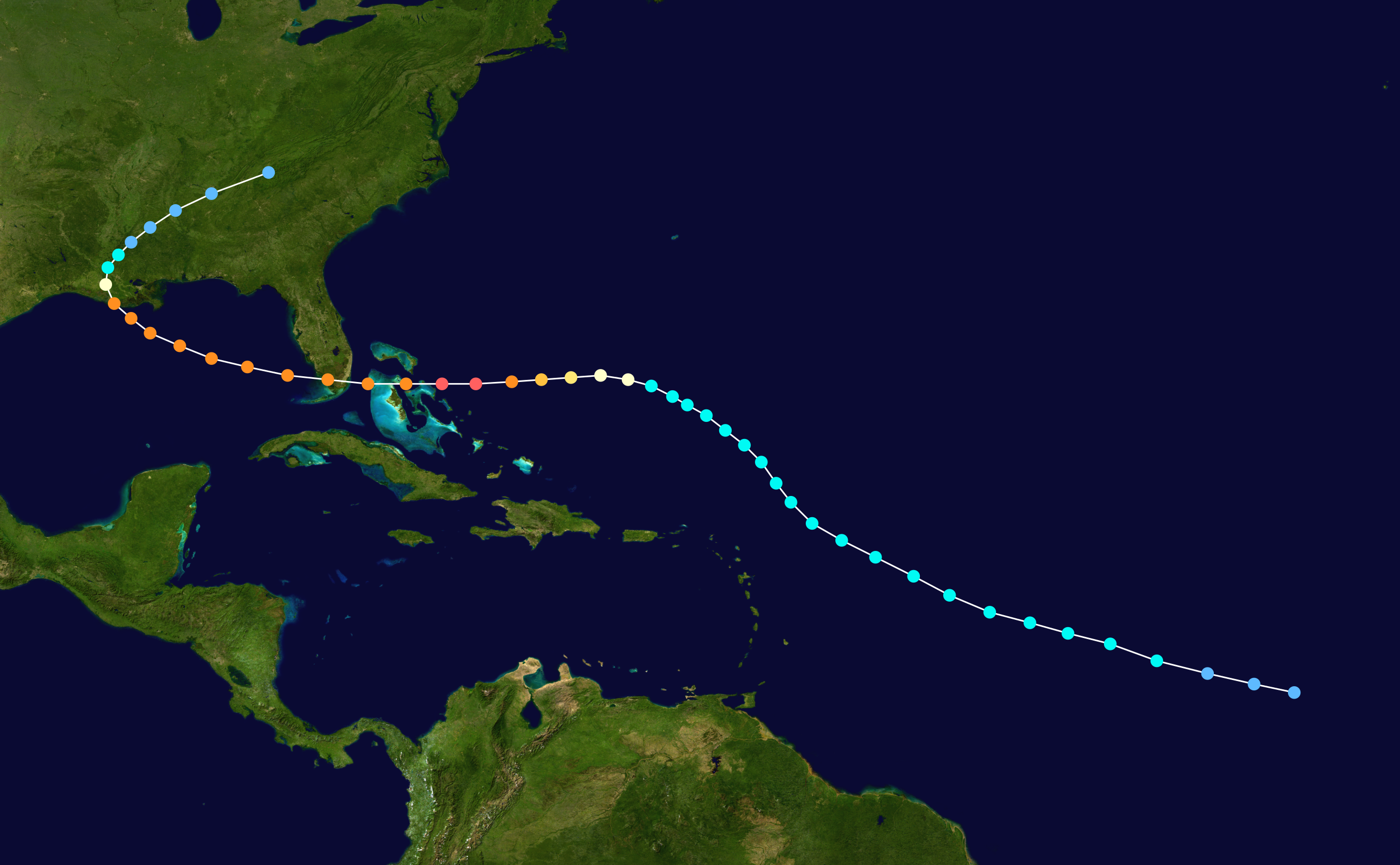
Trayectoria del huracán Andrew.

Andrew fue una onda tropical que emergió de la costa occidental de África el 14 de agosto. La onda generó una depresión tropical el 16 de agosto, que se convirtió en  tormenta tropical Andrew al día siguiente. En este punto el desarrollo del sistema comenzó a alentarse, al interactuar este con un área de baja presión desfavorable para la intensificación. De hecho, la tormenta estuvo a punto de disiparse el 20 de agosto por la cizalladura. 
Para el 21 de agosto, Andrew estaba a medio camino entre las Bermudas y Puerto Rico, y seguía una trayectoria hacia el oeste que lo llevó a una zona más favorable. Se inició entonces la rápida intensificación del sistema, convirtiéndose este en huracán el 22 de agosto y alcanzando la categoría 5 el 23. En su punto de máxima intensidad, alcanzó vientos de hasta 280 km/h y una presión mínima de 922 hPa. Después de debilitarse tras pasar sobre las Bahamas, Andrew recuperó la categoría 5 al momento de tocar tierra en el sur de Florida el 24 de agosto, con vientos de 265 km/h y una presión de 922 hectopascales.
El huracán prosiguió su trayectoria hacia el oeste internándose en el golfo de México como un huracán categoría 4. Gradualmente comenzó a virar hacia el norte, dirigiéndose hacia la costa central del estado de Luisiana, donde tocó tierra el 26 de agosto con categoría 3. Una vez tierra adentro, se dirigió hacia el noreste, fusionándose con un sistema frontal sobre los estados de la costa atlántica el 28 de agosto.

## Estadísticas

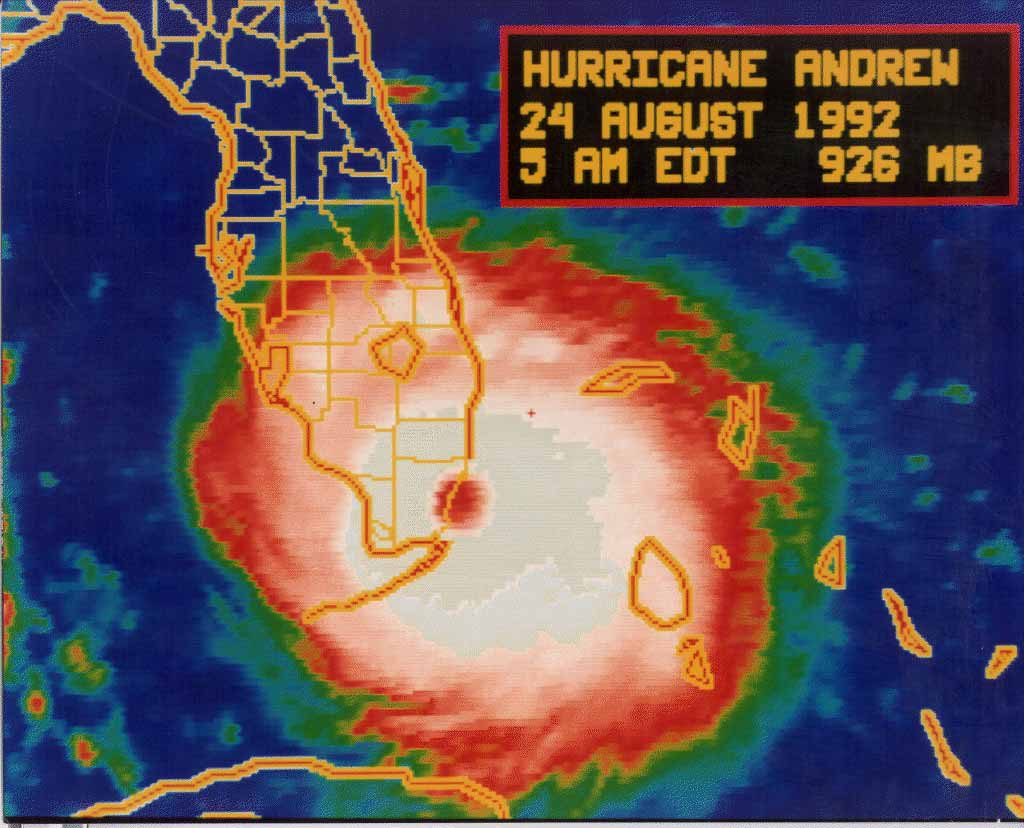
El huracán Andrew poco después de tocar tierra cerca de Homestead.

De acuerdo con los informes, la presión que se registró cuando este tocó tierra en Homestead, Florida fue de 922 hPa, haciéndolo el tercer huracán más intenso que haya tocado tierra en Estados Unidos (aunque actualmente ocupa la cuarta posición).
El Centro Nacional de Huracanes de los Estados Unidos (NHC) registró ráfagas máximas de 272 km/h (midiendo a 39,6 m del suelo) justo antes de que los instrumentos también fueran dañados. Es importante mencionar que desde una propiedad privada se registraron ráfagas de 285 km/h. En 2002, como parte de la revisión de los registros históricos, los expertos del NHC concluyeron que Andrew tuvo por poco tiempo vientos sostenidos de 265 km/h (esto, antes y al momento de que el huracán tocara tierra), clasificándolo como huracán categoría 5 dentro de la escala de Saffir-Simpson (originalmente fue clasificado como un huracán categoría 4).

## Impacto

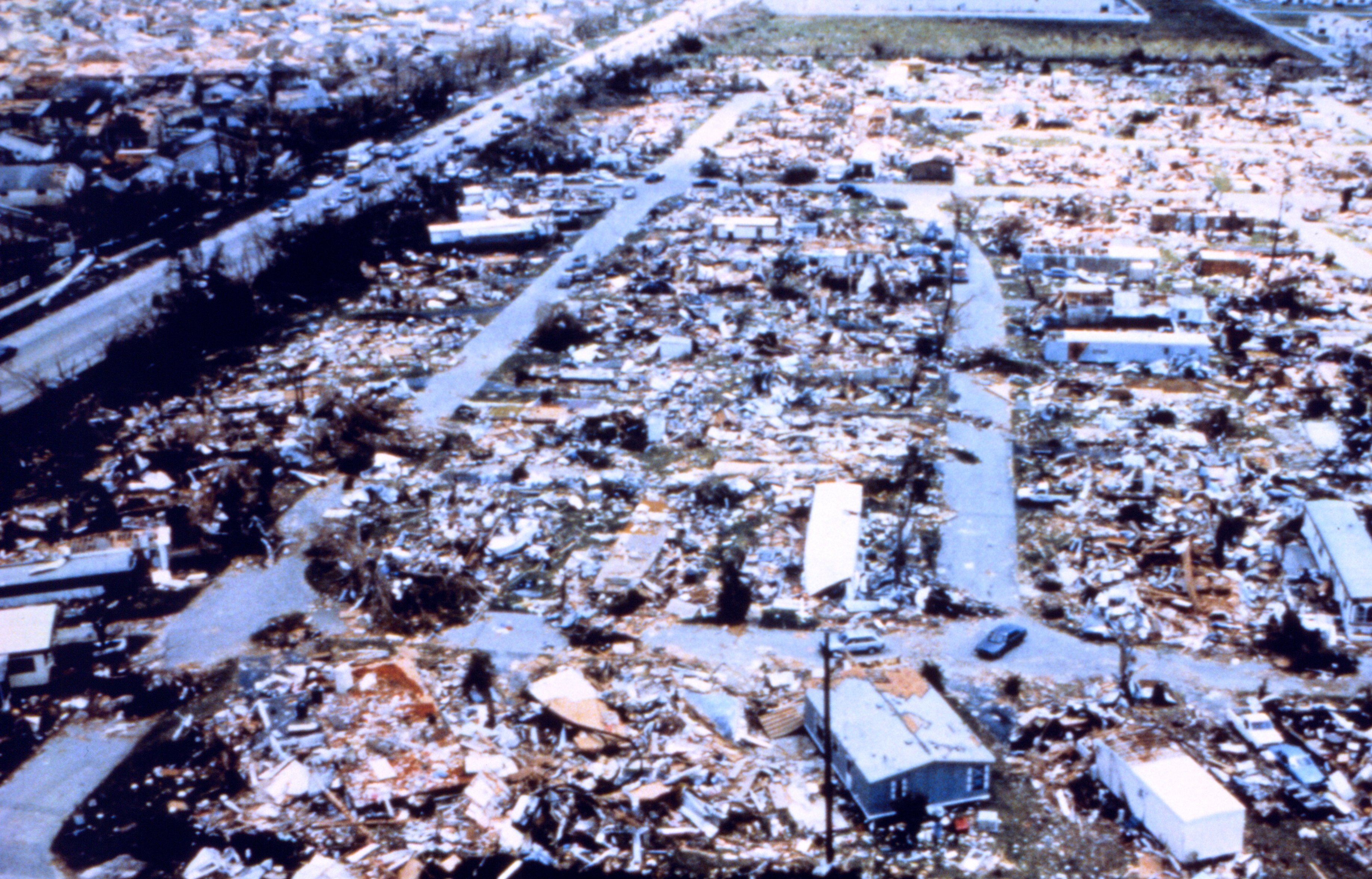
Casas destruidas en Dadeland después de Andrew.

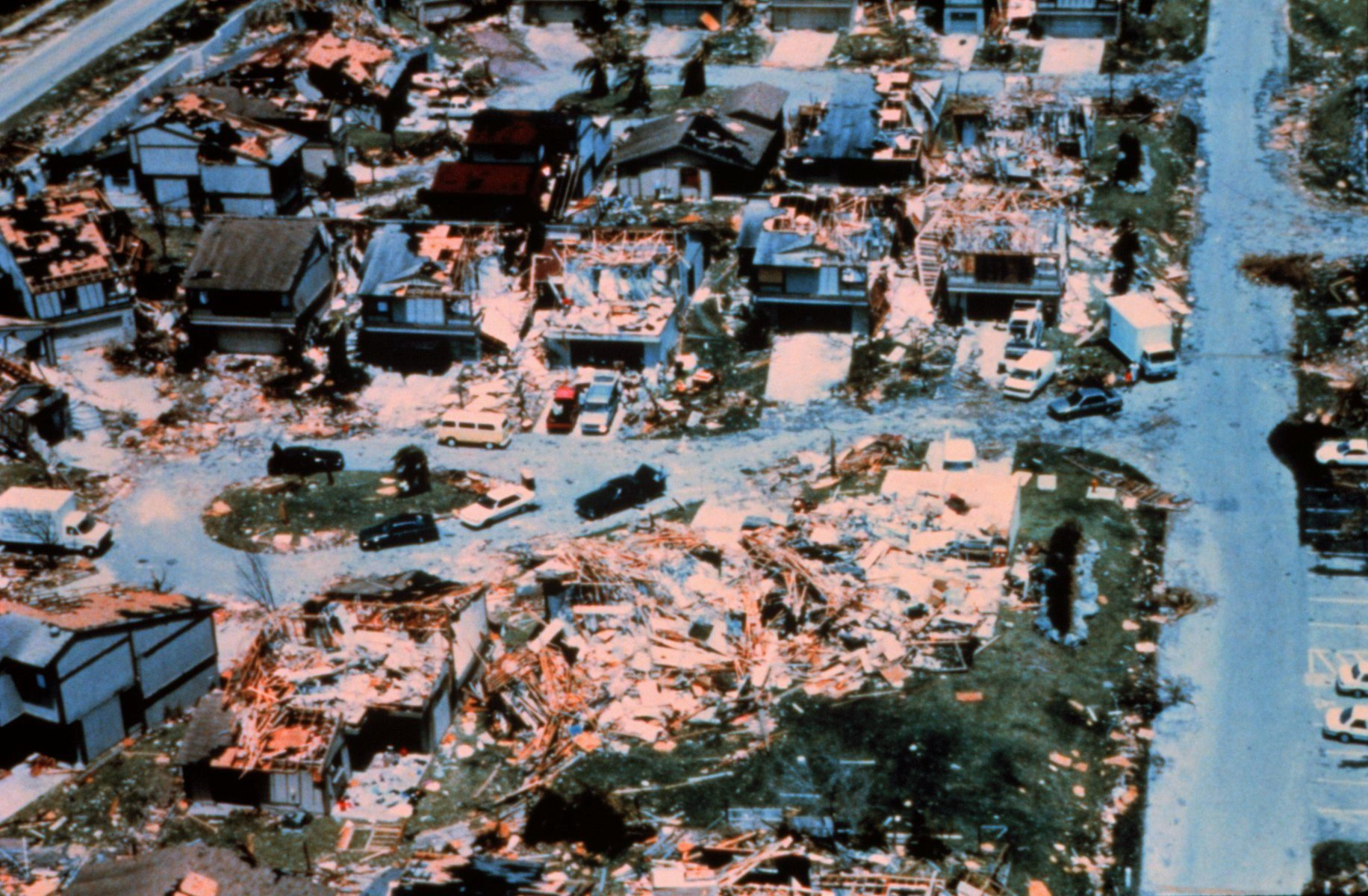
Destrozos causados por el huracán Andrew.

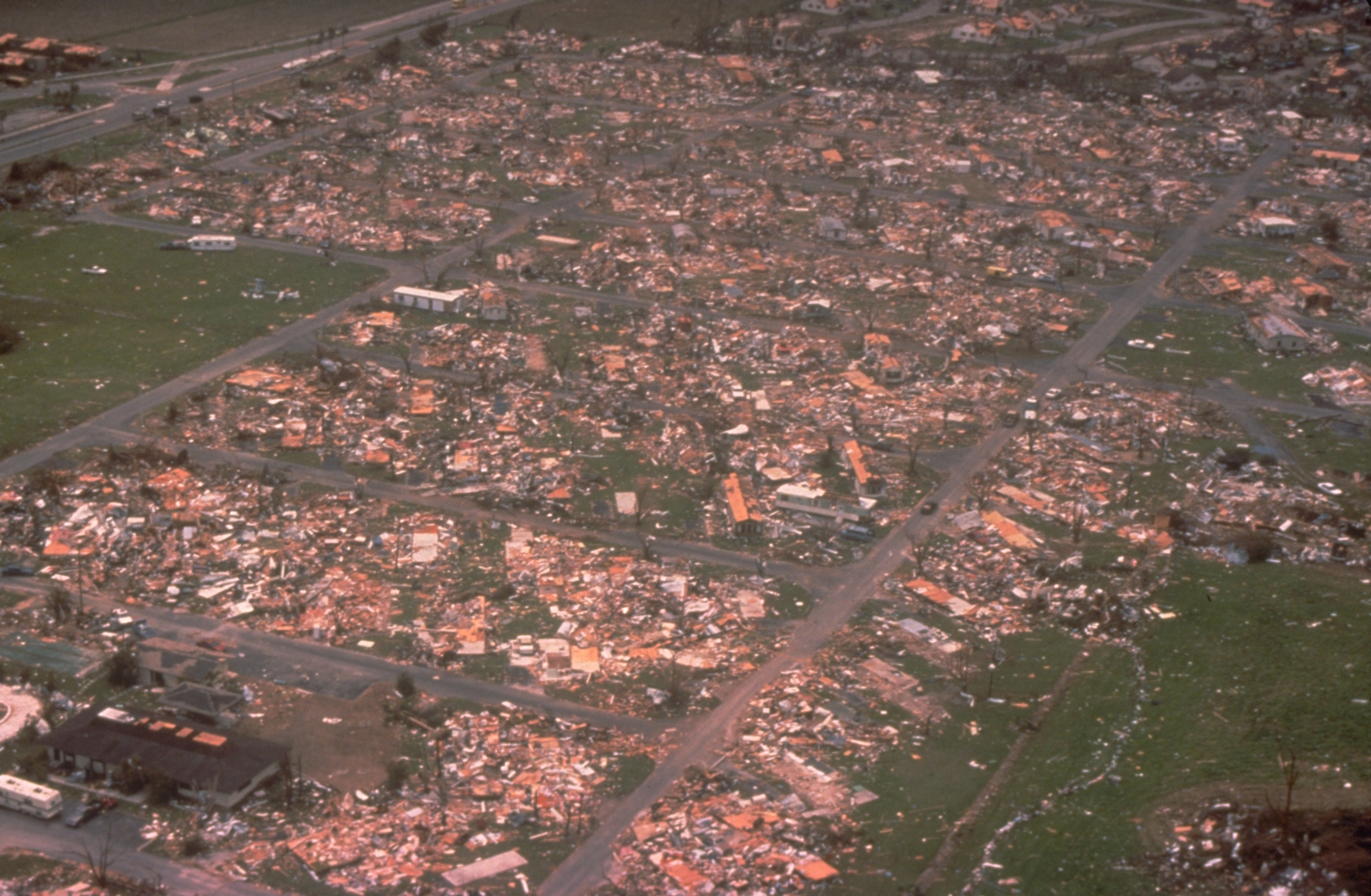
El distrito Country Walk después del paso de Andrew.

Andrew fue el tercer huracán en impactar a los Estados Unidos con categoría 5. Sus predecesores fueron el huracán Camille (que afectó Misisipi y Luisiana en agosto de 1969) y el huracán del Día del Trabajo de 1935 (que devastó los Cayos de la Florida en septiembre de 1935).
Como pasa con la mayoría de los huracanes que registran altas categorías dentro de la escala Saffir-Simpson, lo peor de Andrew fueron los feroces vientos, provenientes de unos "tornados incrustados" al este; conclusión a la que llegó Tetsuya Fujita, un meteorólogo de la Universidad de Chicago que derivó la escala de Fujita para medir la intensidad de los tornados, cuando investigaba los daños causados en la zona de Homestead. Hubo miles de vórtices de este tipo en el huracán; varios de ellos tuvieron trayectorias largas y destruyeron cada edificio que pasara por su camino. Andrew también produjo un tornado en el sureste de Luisiana.
El huracán provocó 23 muertes en los Estados Unidos y tres más en las Bahamas. Los daños totales para EE. UU. fueron en su momento de 26.500 millones de dólares de 1992 (mil millones en Luisiana, y el resto en Florida). A diferencia de como sucede con la mayoría de los huracanes, la mayor parte de los daños fueron provocados por los fuertes vientos. El daño en las Bahamas se estimó en 250 millones de dólares.

## Retirada del nombre
Como consecuencia de los importantes daños económicos, materiales y personales dejados a lo largo de la costa del golfo, el nombre de "Andrew" fue oficialmente retirado de la lista por la Organización Meteorológica Mundial, de manera que nunca volverá a ser usado para designar un huracán del Atlántico norte. "Alex" fue el nombre que lo sustituyó a partir de la temporada de 1998.